# Liste de films français sortis en 1917
Listes de films français
- 1913
- 1914
- 1915
- 1916
- 1917
- 1918
- 1919
- 1920
- 1921

Liste non exhaustive de films français sortis en 1917.

## 1917
| Titre                            | Réalisateur                                | Distribution                                                       | Genre                         | Notes    |
| -------------------------------- | ------------------------------------------ | ------------------------------------------------------------------ | ----------------------------- | -------- |
| 48, avenue de l'Opéra            | Georges Denola Dominique Bernard-Deschamps | Harry Baur, Jean Worms, Henri Bosc, Jacques Grétillat              | Film dramatique Film policier | 51 min.  |
| Angoisse                         | André Hugon                                | Paul Guidé, Albert Dieudonné, Marie-Louise Derval                  | Court métrage                 |          |
| L'Arriviste                      | Gaston Leprieur                            | Jean Toulout, Romuald Joubé, Jacques Guilhène                      |                               |          |
| L'Autre                          | Louis Feuillade                            | Yvette Andréyor, René Cresté, Louis Leubas                         | Moyen métrage                 |          |
| Le Balcon de la mort             | Gaston Leprieur                            | Rachel Devirys, Jean Aymé, Léon Bernard                            | Court métrage                 |          |
| Le Bandeau sur les yeux          | Louis Feuillade                            | Yvette Andréyor, Camille Bert, René Cresté                         |                               |          |
| Le Bonheur qui revient           | André Hugon                                | Emmy Lynn, Henri Bosc, Georges Wague                               |                               |          |
| C'est pour les orphelins !       | Louis Feuillade                            | Marcel Lévesque, Musidora, René Poyen                              | Court métrage                 | 3 min    |
| Chacals                          | André Hugon                                | André Nox, Louis Paglieri, Musidora                                | Aventure                      |          |
| Le Coupable                      | André Antoine                              | Romuald Joubé, Sylvie, Jacques Grétillat                           |                               |          |
| La Coupe d'amertume              | Maurice Fleury                             | Fernand Godeau, André Lefaur, Andrée Pascal                        | Court métrage                 |          |
| La Danseuse voilée               | Maurice Mariaud                            | Louis Gauthier, Berthe Jalabert, Ferruccio Biancini                |                               |          |
| Débrouille-toi                   | Louis Feuillade                            | Yvonne Dario, Marcel Lévesque, Édouard Mathé                       | Court métrage                 |          |
| Le dédale                        | Jean Kemm                                  | Jean Kemm, Paul Escoffier, Maillard, Gabrielle Robine, Jeanne Even |                               |          |
| Déserteuse !                     | Louis Feuillade                            | Yvette Andréyor, Camille Bert, René Cresté                         | Court métrage                 |          |
| Le Devoir                        | Léonce Perret                              | Émile Keppens, Paul Guidé, Berthe Jalabert                         | Drame                         |          |
| Le Droit à la vie                | Abel Gance                                 | Paul Vermoyal, Léon Mathot, Andrée Brabant                         |                               |          |
| L'Esclave de Phidias             | Léonce Perret                              | Suzanne Delvé, Madeleine Ramey, Luitz-Morat                        | Film dramatique               |          |
| La Femme fatale                  | Louis Feuillade                            | Yvonne Dario, Marcel Lévesque, Édouard Mathé                       | Court métrage                 |          |
| Les Frères corses                | André Antoine                              | Henry Krauss, Romuald Joubé, Rose Dione                            |                               |          |
| La Fugue de Lily                 | Louis Feuillade                            | Yvette Andréyor, René Cresté, Armand Dutertre                      | Comédie dramatique            |          |
| Le Geste                         | Georges Denola                             | Henri Bosc, Jean Aymé, Véra Sergine                                | Film dramatique               |          |
| La Grande vedette                | Édouard-Émile Violet                       | Alfred Zorilla, Rachel Devirys                                     |                               |          |
| L'Hallali                        | Jacques de Baroncelli                      | Louis Gauthier, Jeanne Grumbach, Berthe Jalabert                   | Film dramatique               |          |
| Herr Doktor                      | Louis Feuillade                            | Yvette Andréyor, René Cresté, Louis Leubas                         |                               |          |
| Honneur d'artiste                | Jean Kemm                                  | Henry Krauss, Georges Mauloy                                       |                               |          |
| L'Imprévu                        | Léonce Perret                              | Henry Roussel, Paul Guidé, Simone Frévalles                        |                               |          |
| L'Instinct est maître            | Jacques Feyder                             | France Dhélia, Jeanne Dyris, >Kitty Hott                           |                               |          |
| Les Lois du monde                | Fanny Liona                                | Jean Yonnel, Max Barbier, Berthe Jalabert                          |                               |          |
| Loin du foyer                    | Pierre Bressol                             | Paul Hubert, Pierre Bressol, André Lefaur                          | Court métrage                 |          |
| Madame Cicéron, avocate          | Félix Léonnec                              | André Lefaur, Angéle Gril, Catherine Fonteney                      |                               |          |
| Madeleine                        | Camille de Morlhon                         | Gabriel Signoret, Jean Aymé, Armand Numès                          |                               |          |
| Mariage d'amour                  | André Hugon                                | Marie-Louise Derval                                                |                               |          |
| La Marmite norvégienne           | Georges Monca                              | Géo Lastry, Georges Delaunay, Clo Marra, Simone Joubert            | Comédie                       | 365 m.   |
| Le Masque du vice                | André Hugon                                | Polaire                                                            |                               |          |
| Mater Dolorosa                   | Abel Gance                                 | Emmy Lynn, Firmin Gémier, Armand Tallier                           | Film dramatique               |          |
| Mères françaises                 | René Hervil, Louis Mercanton               | Sarah Bernhardt, Berthe Jalabert, Gabriel Signoret                 | Guerre                        |          |
| Mistinguett détective            | André Hugon, Louis Paglieri                | Mistinguett, Louis Paglieri, André Hugon                           | Moyen métrage Espionnage      | 45 min   |
| Mistinguett détective 2          | André Hugon, Louis Paglieri                | Mistinguett, Louis Paglieri, Guita Dauzon                          | Court métrage Espionnage      | 30 min   |
| Mon oncle                        | Louis Feuillade                            | René Cresté, Yvonne Dario, Louis Leubas                            | Court métrage                 |          |
| Mystère d'une vie                | André Hugon                                |                                                                    | Court métrage                 |          |
| L'Orage                          | Camille de Morlhon                         | Maryse Dauvray, Jean Aymé, Gabriel Signoret                        |                               |          |
| Par la vérité                    | Maurice de Féraudy, Gaston Leprieur        | Jean Angelo, Paule Andral, Paul Mounet, Jeanne Even                | Court métrage                 |          |
| Le Passé de Monique              | Louis Feuillade                            | Yvette Andréyor, René Cresté, Yvonne Dario                         |                               |          |
| La Proie                         | Georges Monca                              | Henri Mayer, Jacques Grétillat, Gabrielle Robinne                  | Film dramatique               | 1 340 m. |
| Le Ravin sans fond               | Raymond Bernard, Jacques Feyder            | Yvonne Garat, Georges Tréville                                     |                               |          |
| Requins                          | André Hugon                                | Charles Krauss, André Nox, Maurice Bérard                          | Policier                      |          |
| Le Roi de la mer                 | Jacques de Baroncelli                      | Gabriel Signoret, Ève Francis, Ginette Darnys                      |                               |          |
| Le Roman d'une phocéenne         | Charles Maudru                             | Rachel Devirys, Alfred Zorilla, Édouard-Émile Violet               |                               |          |
| Le Secret de la comtesse         | Georges Denola                             | Paul Escoffier, Georges Tréville, Louise Colliney                  | Film dramatique               |          |
| Le Serment d'Anatole             | Georges Monca                              | Gaby Morlay, Jacques Louvigny                                      | Court métrage                 | 505 m    |
| Son fils                         | Georges Denola                             | Paul Hubert, Jean Aymé, Edmond Van Daële                           |                               |          |
| Sous la griffe                   | Albert Dieudonné                           | Albert Dieudonné, Harry Baur, Georges Mauloy                       |                               |          |
| Le Torrent                       | Louis Mercanton, René Hervil               | Henry Roussel, Gabriel Signoret, Jaque Catelain                    |                               |          |
| Un homme passa                   | Henry Roussel                              | Emmy Lynn, Ève Francis, Georges Mauloy                             | Court métrage                 |          |
| La Vénus d'Arles                 | Georges Denola                             | Armand Tallier, Andrée Divonne, André Lefaur, Jeanne Brindeau      | Film dramatique               | 1 185 m. |
| Venus Victrix                    | Germaine Dulac                             | Stacia Napierkowska, Jacques Volnys, Marcel Verdier                | Film dramatique               |          |
| Vertige                          | André Hugon                                | Régine Marco, André Nox, Marie-Louise Derval                       |                               |          |
| Les Vieilles Femmes de l'hospice | Jacques Feyder                             | Armand Tallier, Jeanne Dyris, André Luguet, Françoise Rosay        | Court métrage                 | 523 m    |
| La Zone de la mort               | Abel Gance                                 | Andrée Brabant, Julien Clément, Anthony Gildès                     |                               | Perdu    |